# 糟屋重行
糟屋 重行（かすや しげゆき、文永7年（1270年） - 元弘3年5月9日（1333年6月21日））は、鎌倉時代末期から南北朝時代初期にかけての武将で伯耆守護代、通称は弥次郎、入道号は元覚（元寛）。

## 生涯
元弘3年（1333年）の船上山合戦では中山城に篭り、名和軍と戦った。
元弘3年3月3日、幕府方の佐々木清高の居る小波城を攻略した名和行氏（名和長年の弟）ら名和軍は続いて中山城を攻撃した。当時、城内に重行がいたのかは不明だが戦いに敗れ、城を焼かれた重行ら一族は京都へ敗走した。
敗走した重行は同年5月9日、近江国番場にて佐々木清高らと自害、「蓮華寺過去帳」には13人の糟屋一族、佐々木清高の一族5人と一緒にその名が記されている。享年64。